# Cúp bóng đá Macedonia 2013–14
Cúp bóng đá Macedonia 2013–14 là mùa giải thứ 22 của giải đấu bóng đá loại trực tiếp ở Cộng hòa Macedonia. Teteks là đương kim vô địch, lần đầu tiên giành chức vô địch. Đội vô địch mùa giải 2013–14 là FK Rabotnički với lần thứ 3 đoạt cúp.

## Lịch thi đấu
| Vòng      | Ngày thi đấu                           | Số trận | Câu lạc bộ |
| --------- | -------------------------------------- | ------- | ---------- |
| Vòng Một  | 21 and 22 tháng 8 năm 2013             | 16      | 32 → 16    |
| Vòng Hai  | 18 and 25 tháng 9 năm 2013             | 16      | 16 → 8     |
| Tứ kết    | 13 tháng Mười and 20 tháng 11 năm 2013 | 8       | 8 → 4      |
| Bán kết   | 19 March and 16 tháng 4 năm 2014       | 4       | 4 → 2      |
| Chung kết | 7 tháng 5 năm 2014                     | 1       | 2 → 1      |

## Vòng Một
Các trận đấu diễn ra vào ngày 21 tháng 8 năm 2013.
| Đội 1                     | Tỉ số | Đội 2            |
| ------------------------- | ----- | ---------------- |
| Zajazi (II)               | 2–4   | Vardar           |
| Lokomotiva (II)           | 1–5   | Napredok         |
| Babi (III)                | w/o   | Gostivar         |
| Karaorman (III)           | 0–5   | Pelister         |
| Belasica (III)            | 0–4   | Horizont Turnovo |
| Rabotnik Džumajlija (III) | 0–7 * | Shkëndija        |
| Sateska (IV)              | w/o * | Bregalnica Štip  |
| Karbinci (III)            | 1–9 * | Rabotnički       |
| 11 Oktomvri (II)          | 0–4   | Renova           |
| Mogila (III)              | 2–3   | Sileks (II)      |
| Novaci 2005 (II)          | 2–1   | Gorno Lisiče     |
| Shkupi (x)                | w/o   | Teteks (II)      |
| Korzo (II)                | 0–1   | Metalurg         |
| Miravci (II)              | 3–0   | Rufeja (II)      |
| Borec (II)                | 1–2   | Drita (III)      |
| Ljuboten (III)            | 0–3   | Makedonija GjP   |

* Các trận đấu diễn ra vào ngày 22 tháng Tám.
Ghi chú: Số La Mã trong ngoặc chỉ cấp độ của câu lạc bộ thi đấu mùa giải 2013–14.

## Vòng Hai
Tham gia vòng này gồm 16 đội thắng ở vòng Một. Các trận lượt đi diễn ra vào ngày 18 tháng Chín và lượt về diễn ra vào ngày 25 tháng 9 năm 2013.
| Đội 1            | TTS             | Đội 2            | Lượt đi | Lượt về |
| ---------------- | --------------- | ---------------- | ------- | ------- |
| Metalurg         | 2–2 (a)         | Vardar           | 1–0     | 1–2     |
| Horizont Turnovo | 1–1 (0–3 ph.đ.) | Bregalnica Štip  | 1–0     | 0–1     |
| Teteks (II)      | 4–4 (5–4 ph.đ.) | Renova           | 2–2     | 2–2     |
| Pelister         | 2–2 (3–2 ph.đ.) | Miravci (II)     | 2–0     | 0–2     |
| Rabotnički       | 6–1             | Novaci 2005 (II) | 4–0     | 2–1     |
| Sileks (II)      | 1–1 (7–8 ph.đ.) | Drita (II)       | 1–0     | 0–1     |
| Gostivar         | 2–4             | Napredok         | 0–3     | 2–1     |
| Shkëndija        | 4–0             | Makedonija GjP   | 2–0     | 2–0     |

 Ghi chú: Số La Mã trong ngoặc chỉ cấp độ của câu lạc bộ thi đấu mùa giải 2013–14.

## Tứ kết
Tham gia vòng này có 8 đội từ vòng Hai. Các trận lượt đi diễn ra vào ngày 12 và 13 tháng Mười và lượt về diễn ra vào ngày 20 tháng 11 năm 2013.
| Đội 1           | TTS  | Đội 2      | Lượt đi | Lượt về |
| --------------- | ---- | ---------- | ------- | ------- |
| Teteks (II)     | 2–1  | Napredok   | 0–0     | 2–1     |
| Bregalnica Štip | 3–2  | Shkëndija  | 2–1     | 1–1     |
| Drita (II)      | 1–10 | Metalurg   | 0–3     | 1–7     |
| Pelister        | 1–2  | Rabotnički | 1–0     | 0–2     |

 Ghi chú: Số La Mã trong ngoặc chỉ cấp độ của câu lạc bộ thi đấu mùa giải 2013–14.

## Bán kết
Tham gia vòng này có 4 đội thắng ở tứ kết. Các trận lượt đi diễn ra vào ngày 19 tháng Ba và các trận lượt về vào ngày 16 tháng 4 năm 2014.
| Đội 1       | TTS         | Đội 2           | Lượt đi | Lượt về |
| ----------- | ----------- | --------------- | ------- | ------- |
| Rabotnički  | 2–2 (5–4 p) | Bregalnica Štip | 2–0     | 0–2     |
| Teteks (II) | 0–1         | Metalurg        | 0–0     | 0–1     |

 Ghi chú: Số La Mã trong ngoặc chỉ cấp độ của câu lạc bộ thi đấu mùa giải 2013–14.
| Rabotnički                    | 2−0      | Bregalnica Štip |
| ----------------------------- | -------- | --------------- |
| Petrovikj 1' · Sulejmanov 72' | Chi tiết |                 |

| Bregalnica Štip                                                                         | 2–0      | Rabotnički                                                                                     |
| --------------------------------------------------------------------------------------- | -------- | ---------------------------------------------------------------------------------------------- |
| Aksentiev 27' · Mitrov 83'                                                              | Chi tiết |                                                                                                |
| Loạt sút luân lưu                                                                       |          |                                                                                                |
| Zdravkov · Markoski · Blazheski · Mitrov · Aksentiev · Stupić · Shishkov · S. Velkovski | 4–5      | Milushev · Ilievski · Ilijoski · Manevski · Todorovski · D. Velkovski · Sulejmanov · Petrovikj |

3–3 sau 2 lượt trận. Rabotnički thắng 5–4 trong loạt sút luân lưu.
| Teteks (II) | 0−0      | Metalurg |
| ----------- | -------- | -------- |
|             | Chi tiết |          |

| Metalurg       | 1−0      | Teteks (II) |
| -------------- | -------- | ----------- |
| Simonovski 80' | Chi tiết |             |

Metalurg thắng 1–0 sau 2 lượt trận.

## Chung kết
| Rabotnički                            | 2−0      | Metalurg |
| ------------------------------------- | -------- | -------- |
| Manevski 45+3' (ph.đ.) · Petrov 90+2' | Chi tiết |          |